# ど〜んとラジオ!!ぼくらの元気は夢現代∞
ど〜んとラジオ!!ぼくらの元気は夢現代∞（どーんとラジオ ぼくらのげんきはむげんだい）は、アール・エフ・ラジオ日本の平日の夜の時間帯で放送されていたラジオ番組である。

## 概要
前番組『TOKYOパニックごっくんNITE』は、レギュラー出演者を固定しない日替わりパーソナリティ、または月に一回のレギュラーパーソナリティという形で放送されていたが、本番組からはレギュラー出演者を固定しての放送となった（1回限りのスペシャルパーソナリティも存在）。ただ、各パーソナリティのスケジュールの都合が良い時にスタジオ入りする、という形だったため“誰が何曜日に”という決まった形ではなかった。
1989年4月にアール・エフ・ラジオ日本における、いわゆる『「社会の木鐸」宣言』によってこの改編で若者向け番組が完全に排除され本番組も終了となったが、終了となったのは改編前の3月10日で、その日のラジオ欄には『（終）』のマークが付いていなかった。なお、翌週の3月13日から4月7日までは21:45から22:30までは『夜の音楽専科』、22:30から23:30までは『30年あの日あの時』という、いずれもアダルト向けのつなぎ番組を放送していた。

## 放送時間
- 1988年4月 - 同年9月 月曜日 - 金曜日 22:00 - 23:00
- 1988年10月 - 1989年3月10日 月曜日 - 金曜日 21:45 - 23:30

## パーソナリティ

### レギュラー
- C-C-B（田口智治、米川英之）
- BUCK-TICK
- 森高千里
- ROGUE
- ジャドーズ
- 森川美穂
- ペッパーボーイズ
- 金子美香
- 川島みき
- 44MAGNUM
- 千年コメッツ（月1回ペースで出演）

### スペシャルパーソナリティ
- 寺内タケシ（1988年5月18日）
- 宇崎竜童（1988年6月10日）
- BOWWOW（1988年6月13日）
- 今井美樹（1988年6月21日）
- ZIGGY（1988年7月4日、8月26日、1989年2月16日）
- LOUDNESS（1988年7月8日）
- シブがき隊（1988年7月25日）
- イリア（1988年8月4日）
- ANTHEM（1988年8月5日、9月7日）
- ちわきまゆみ、岡野ハジメ（1988年8月17日）
- DEAD END（1988年8月17日、9月19日、11月29日）
- REACTION（1988年8月26日）
- 谷村有美（1988年9月22日）
- 石川優子（1988年10月7日）
- 鈴木康博（1988年11月3日）
- 岩城憲（1988年11月7日）
- EARTHSHAKER（1988年11月18日）
- LAUGHIN' NOSE（1988年11月25日）
- TUBE（1988年11月28日）
- ROLLY（1988年12月12日）
- B'z（1988年12月21日）
- JG'S（1988年12月26日）
- DOME（1988年12月29日）
- マッスルビート（1989年1月4日）
- REDS（1989年1月5日）
- SHOW-YA（1989年2月2日）

## コーナー
- 京急ミュージックトレイン（当番組終了後も、単独番組として継続）
- ギリー・ポップ
- インフォメーションストリート
- いきなり電話
- どーんとのりましょう
- 人生迷い道
など

| アール・エフ・ラジオ日本 月曜～金曜 21:45 - 23:30 枠 | アール・エフ・ラジオ日本 月曜～金曜 21:45 - 23:30 枠 | アール・エフ・ラジオ日本 月曜～金曜 21:45 - 23:30 枠 |
| 前番組                                               | 番組名                                               | 次番組 |
| ---------------------------------------------------- | ---------------------------------------------------- | --- |
| TOKYOパニックごっくんNITE                            | ど〜んとラジオ!!ぼくらの元気は夢現代∞                | - 21:00 - 22:35 ラジオ日本 今日のニュース - 22:35 - 22:50 京急ミュージックトレイン - 22:50 - 23:00 英進イングリッシュアワー - 23:00 - 23:30 芥川隆行 懐かしの演歌 1. |